# Maison de Trastamare
On donne le nom de maison de Trastamare (en espagnol : Casa de Trastámara) à une dynastie royale qui occupa les trônes de Castille (de 1369 à 1555), d'Aragon (de 1412 à 1516), de Navarre (de 1425 à 1479) et de Naples (de 1458 à 1516).

## Histoire
Cette dynastie tire son nom du comté de Trastamare (condado de Trastámara), à la tête duquel se trouvait Henri II de Castille, dit le Magnifique (1334 – 1379), avant d'accéder au trône de Castille, à la suite d'une guerre civile qui s'acheva en 1369 par la mort de son demi-frère Pierre Ier de Castille, dit Le Cruel, fils d'Alphonse XI de Castille et de sa seconde femme, Marie de Portugal. Henri, fils naturel d'Alphonse XI, avait été confié par son père aux soins du comte de Trastamare, Rodrigo Álvarez, qui l'avait élevé et, à sa mort, lui avait cédé son comté et la seigneurie de Noreña. 
La maison de Trastamare monta sur le trône d'Aragon à la suite du compromis de Caspe (1412), qui mit un terme à la crise de succession ouverte par la mort sans descendant légitime de Martin Ier l'Humain, en 1410.
Le principal souci de ces rois fut de renforcer l'autorité monarchique et de favoriser le développement économique lancé par les « bourgeois » de l'époque. Ils réussirent à introduire la Castille dans le champ de manœuvre de la diplomatie européenne en la modernisant et en en faisant une puissance capable d'imposer son hégémonie dans la péninsule Ibérique.
La maison de Trastamare était issue de la maison d'Ivrée et de la lignée agnatique franque des Anscarides.

## Liste des souverains ayant appartenu à la maison de Trastamare

### Rois de Castille et Léon (1369-1555)
- Henri II de Castille (1334-1379), roi de Castille en 1369 après la révolte de la noblesse contre Pierre le Cruel
- Jean Ier de Castille (1358-1390), fils du précédent
  - Son fils cadet, Ferdinand, devient roi d'Aragon
- Henri III de Castille (1379-1406), fils du précédent
- Jean II de Castille (1405-1454), fils du précédent
- Henri IV de Castille (1425-1474), fils du précédent
- Isabelle Ire de Castille (1451-1504), demi-sœur du précédent
- Jeanne Ire de Castille (1479-1555), fille de la précédente et de Ferdinand II d'Aragon. Également reine de Navarre à partir de 1512

### Rois d'Aragon et de Sicile (1412-1516)
- Ferdinand Ier d'Aragon (1380-1416), fils de Jean Ier de Castille. Devient roi d'Aragon par le compromis de Caspe (1412)
- Alphonse V d'Aragon (1394-1458), également roi de Naples, fils du précédent
  - Son fils naturel, Ferdinand, devient roi de Naples (1442)
- Jean II d'Aragon (1398-1479), frère du précédent
  - Les enfants de son mariage avec Blanche de Navarre deviennent rois de Navarre
- Ferdinand II d'Aragon (1452-1516), fils du second lit du précédent, hérite de ses cousins napolitains en 1504.

### Rois de Naples (1442-1516)
- Alphonse Ier de Naples (1394-1458), fils aîné de Ferdinand Ier d'Aragon et plus connu comme Alphonse V d'Aragon
- Ferdinand Ier de Naples (1423-1494), fils naturel du précédent
- Alphonse II de Naples (1448-1495), fils du précédent
- Ferdinand II de Naples (1469-1496), fils du précédent
- Frédéric Ier de Naples, (1452-1504) fils cadet de Ferdinand Ier de Naples
- Ferdinand III de Naples (1452-1516), plus connu comme Ferdinand II d'Aragon.

### Rois de Navarre (1425-1479 et 1512-1555)
- Jean II d'Aragon (1398-1479), fils cadet de Ferdinand Ier d'Aragon et roi de Navarre du chef de sa femme, Blanche de Navarre (1425)
- Charles IV de Navarre (1421-1461), fils des précédents
- Blanche II de Navarre (1424-1464), sœur du précédent
- Éléonore Ire de Navarre (1426-1479), sœur des précédents
- Jeanne Ire de Castille (1479-1555), du fait de l'annexion du royaume de Navarre par la couronne de Castille en 1512.

## Généalogie
En caractères gras les membres de la dynastie.
: souverains de Castille
: souverains d'Aragon
: souverains de Navarre
: souverains de Portugal
- Henri II (1334-1379), roi de Castille, x Jeanne Manuel de Villena
  -  Jean Ier (1358-1390), roi de Castille, x 1) Éléonore d'Aragon, x 2) Béatrice de Portugal
    - 1)  Henri III (1379-1406), roi de Castille, x Catherine de Lancastre
      - Marie (1401-1458), x  Alphonse V, roi d'Aragon
      - Catherine (1403-1439), x Henri, duc de Villena
      -  Jean II (1405-1454), roi de Castille, x 1) Marie d'Aragon, x 2) Isabelle de Portugal
        - 1)  Henri IV (1425-1474), roi de Castille, x 1) Blanche de Navarre, x 2) Jeanne de Portugal
          - 2) Jeanne la Beltraneja (1462-1530), x  Alphonse V, roi de Portugal

        - 2)  Isabelle Ire (1451-1504), reine de Castille, x  Ferdinand II, roi d'Aragon
          - descendance ci-après

        - 2) Alphonse (1453-1468), prince des Asturies

    - 1)  Ferdinand Ier (1380-1416), roi d'Aragon (élu), x Éléonore d'Albuquerque
      -  Alphonse V (1396-1458), roi d'Aragon et (par conquête) de Naples x 1) Marie de Castille, x (a) Giraldona Carlino
        - (a) (illégitime) Ferdinand Ier (1423-1494), roi de Naples
          - suite des souverains de Naples

      -   Jean II (1398-1479), roi de Navarre (par mariage) et d'Aragon, x 1)  Blanche Ire, reine de Navarre, x 2) Jeanne Enríquez
        - 1) Charles (1421-1461), prince de Viane, x 1) Agnès de Clèves, x (a) Marie de Armendariz, x (b)  Brianda de Vega
          - (a) (illégitime) Anne de Navarre (1451-1477), x Luis de la Cerda, comte de Medinaceli
          - (b) (illégitime) Philippe de Navarre (1456-1488), archevêque de Palerme

        - 1) Blanche (1424-1464), princesse de Navarre, x  Henri IV, roi de Castille
        - 1)  Éléonore (1426-1479), reine de Navarre, x Gaston IV de Foix-Béarn
          - suite des souverains de Navarre

        - 2)   Ferdinand II (1452-1516), roi d'Aragon, x 1)  Isabelle Ire, reine de Castille, x 2) Germaine de Foix
          - 1) Isabelle (1470-1498), x 1) Alphonse, prince de Portugal, x 2)  Manuel Ier, roi de Portugal
          - 1) Jean (1478-1497), prince des Asturies, x Marguerite d'Autriche
          - 1)  Jeanne la Folle (1479-1555), reine titulaire de Castille et d'Aragon, x  Philippe Ier d'Autriche, roi de Castille
            - suite des souverains d'Espagne

          - 1) Marie (1482-1517), x  Manuel Ier, roi de Portugal
          - 1) Catherine (1485-1536), x 1) Arthur Tudor, prince de Galles, x 2) Henri VIII, roi d'Angleterre

        - 2) Jeanne (1454-1517), infante d'Aragon, x Ferdinand Ier, roi de Naples

      - Henri (1400-1445), duc de Villena, x Catherine de Castille
      - Sanche (1401-1416), infant d'Aragon
      - Éléonore (1402-1445), x  Édouard Ier, roi de Portugal
        -  Alphonse V, roi de Portugal (ci-dessus)
        - Ferdinand, duc de Viseu
          -  Manuel Ier, roi de Portugal (ci-dessus)

      - Marie d'Aragon (1403-1445), x  Jean II, roi de Castille
      - Pierre (1406-1438), duc de Noto

  - Éléonore (1362-1415), x  Charles III, roi de Navarre
    -  Blanche Ire, reine de Navarre, x 1) Martin Ier, roi de Sicile, x 2) Jean II, roi d'Aragon (ci-dessus)